# Santeri Haarala
Santeri Haarala (Tampere, 17 dicembre 1999) è un calciatore finlandese, attaccante del Djurgården e della nazionale finlandese.

## Carriera
Cresciuto nell'Ilves, il 7 agosto 2019 si trasferisce al RoPS. Tornato all'Ilves, dopo aver giocato solo con la seconda squadra del club, il 14 agosto 2020 viene ceduto al TPS, con cui firma un annuale con opzione. Il 6 gennaio 2021 passa al KuPS, con cui vince due edizioni della Coppa di Finlandia.
Il 9 novembre 2022 viene tesserato nuovamente dall'Ilves, con cui firma un biennale; emerso come uno dei migliori giocatori del campionato, il 29 febbraio 2024 prolunga fino al 2026 con i gialloverdi.
Il 22 agosto seguente viene acquistato dal Djurgården, squadra contro cui aveva giocato alcuni giorni prima in UEFA Conference League e con cui si lega fino al 2027.

## Statistiche

### Presenze e reti nei club
Statistiche aggiornate al 10 settembre 2024.
| Stagione        | Squadra         | Campionato      | Campionato | Campionato | Coppe nazionali | Coppe nazionali | Coppe nazionali | Coppe continentali | Coppe continentali | Coppe continentali | Altre coppe | Altre coppe | Altre coppe | Totale | Totale | Totale |
| Stagione        | Squadra         | Comp            | Pres       | Reti       | Comp            | Pres            | Reti            | Comp               | Pres               | Reti               | Comp        | Pres        | Reti        | Pres   | Reti   |        |
| --------------- | --------------- | --------------- | ---------- | ---------- | --------------- | --------------- | --------------- | ------------------ | ------------------ | ------------------ | ----------- | ----------- | ----------- | ------ | ------ | ------ |
| 2017            | Ilves           | VL              | 1          | 0          | CF              | -               | -               | -                  | -                  | -                  | -           | -           | -           | 1      | 0      |        |
| 2018            | Ilves           | VL              | 19         | 0          | CF              | 4               | 1               | UEL                | 1                  | 0                  | -           | -           | -           | 24     | 1      |        |
| gen.-ago. 2019  | Ilves           | VL              | 0          | 0          | CF              | 3               | 0               | -                  | -                  | -                  | -           | -           | -           | 3      | 0      |        |
| ago.-dic. 2019  | RoPS            | VL              | 1          | 0          | CF              | -               | -               | -                  | -                  | -                  | -           | -           | -           | 1      | 0      |        |
| ago.-dic. 2020  | TPS             | VL              | 13+2       | 4          | CF              | -               | -               | -                  | -                  | -                  | -           | -           | -           | 15     | 4      |        |
| 2021            | KuPS            | VL              | 25         | 4          | CF              | 6               | 4               | UECL               | 6                  | 0                  | -           | -           | -           | 37     | 8      |        |
| 2022            | KuPS            | VL              | 14         | 0          | CF+LC           | 3+2             | 0               | UECL               | 2                  | 0                  | -           | -           | -           | 21     | 0      |        |
| Totale KuPS     | Totale KuPS     | Totale KuPS     | 39         | 4          |                 | 11              | 4               |                    | 8                  | 0                  |             | -           | -           | 58     | 8      |        |
| 2023            | Ilves           | VL              | 26         | 8          | CF+LC           | 6+4             | 3+0             | -                  | -                  | -                  | -           | -           | -           | 36     | 11     |        |
| gen.-ago. 2024  | Ilves           | VL              | 17         | 10         | CF+LC           | 1+6             | 2+5             | UCoL               | 4                  | 1                  | -           | -           | -           | 28     | 18     |        |
| Totale Ilves    | Totale Ilves    | Totale Ilves    | 63         | 18         |                 | 24              | 11              |                    | 5                  | 1                  |             | -           | -           | 92     | 30     |        |
| ago.-dic. 2024  | Djurgården      | A               | 2          | 0          | CS              | -               | -               | -                  | -                  | -                  | -           | -           | -           | 2      | 0      |        |
| Totale carriera | Totale carriera | Totale carriera | 118+2      | 26         |                 | 35              | 15              |                    | 13                 | 1                  |             | -           | -           | 168    | 42     |        |

## Palmarès

### Club

#### Competizioni nazionali
- Coppa di Finlandia: 4

Ilves: 2019, 2023
KuPS: 2021, 2022